# José Antonio de Sangróniz
José Antonio de Sangróniz y Castro (Santiago du Chili, 1895 - Madrid, 1980) était un diplomate, haut fonctionnaire, historien, généalogiste et gastronome espagnol.
Après des études de droit et de lettres, Sangróniz embrassa la carrière diplomatique et occupa des postes à Londres, au Chili et surtout au Maroc espagnol, dont il étudia les traditions religieuses et les coutumes. Monarchiste et opposé à la République, il rallia le coup d’État de juillet 1936, favorisa en septembre 1936 la nomination de Franco au rang de chef de l’État, et occupa ensuite pour le compte de celui-ci plusieurs fonctions diplomatiques, dont celle de chef des Relations extérieures. 
Pendant la Guerre civile, dans le cadre des manœuvres diplomatiques de Franco visant à rester en bons termes tant avec les États fascistes qu’avec les démocraties, c’est à Sangróniz qu’incomba le rôle d’apprivoiser ces dernières ; le même double jeu se poursuivit pendant la Seconde Guerre mondiale vis-à-vis de l’Axe et des Alliés, où Sangróniz, réputé favorable à ces derniers, eut pour mission de s’assurer leurs bonnes grâces ; dans l’après-guerre enfin, quand il s’agit de rendre sa respectabilité à la dictature franquiste, l’un des moyens que Sangróniz, ambassadeur en Italie de 1945 à 1956, mit en œuvre était la promotion de la culture espagnole, faisant ainsi écho au plan, conçu jadis par lui pour le ministère primorivériste des Affaires étrangères, de conjuguer expansion culturelle et propagande politique. Auteur de nombreux ouvrages dans le domaine de la diplomatie, de l’histoire et de la généalogie, Sangróniz enseigna à l’institut diplomatique de Madrid.

## Biographie

### Formation et carrière sous Primo de Rivera et sous la République
Né en 1895 à Santiago du Chili, Sangróniz obtint une licence en droit et en philosophie et lettres à l’université Centrale de Madrid, puis, après avoir complété sa formation à la Sorbonne, entra dans la carrière diplomatique. En 1918, il fut affecté comme attaché d’ambassade à Londres. Deux ans plus tard, il fut destiné à Tanger, et alla ensuite occuper un poste au ministère de l’État (c'est-à-dire au ministère des Affaires étrangères), tant au Maroc qu'à Madrid, où il assura le secrétariat de la conférence hispano-française, convoquée pour régler la collaboration des deux pays en Afrique du Nord. En 1924, ayant rejoint l’Office du Maroc au sein de la Présidence du Directoire militaire de la dictature de Primo de Rivera, il mit à profit son séjour au Maroc pour en étudier en profondeur l’histoire et les traditions, connaissances dont il fera la matière de plusieurs publications. Dès 1923, il avait conçu et présenté un plan espagnol d’expansion culturelle et de propagande politique, dont il élabora plus tard — après l’intermède du Directoire militaire et l’avènement du Directoire civil, où José de Yanguas Messía prit la tête du ministère d’État en 1925 —, une version amplifiée. Sangróniz conceptualisait l’Espagne comme une « nation, dans les zones d’influence intellectuelle de laquelle le soleil ne s’est toujours pas couché »,. En 1928, il fut placé à la tête de la Direction générale du Tourisme, auquel titre il donna ordre de rénover les hôtels et résidences, fit créer des gîtes d’étape (paradores de carreteras), des bureaux d’information et un corps d’interprètes, et mit en place le crédit hôtelier (système de subvention pour la construction d’hôtels). En 1931, il reçut une affectation à Santiago du Chili comme secrétaire de 1re classe.

### Coup d’État de juillet 1936 et Guerre civile
Conspirateur contre la République et proche du général Francisco Franco, Sangróniz se rendit auprès de celui-ci à Santa Cruz de Tenerife peu avant le déclenchement de la Guerre civile pour lui faire part de l’appui économique que s’engageait à apporter le financier majorquin Juan March pour le cas où le soulèvement militaire échouerait. D’autre part, il mit son propre passeport à la disposition de Franco afin qu’il puisse le 17 juillet 1936, à bord de l’avion de location Dragon Rapide, se transporter des Canaries vers le Maroc en survolant le territoire du Maroc français, et d’atteindre ainsi Tétouan,,. Ayant donc fait allégeance au camp nationaliste, et après avoir promu en septembre 1936 la candidature de Franco au poste de commandant suprême des Forces armées et de chef de l’État, Sangróniz, dont l’habileté sera plus tard louée par le général de Gaulle, succéda début octobre, dans les premières phases de la Guerre civile, à Yanguas Messía à la tête des Relations extérieures de Franco au sein du Comité technique de gouvernement mis en place par ce dernier,,, devenant formellement « chef du Cabinet diplomatique et du Protocole de Son Excellence le Chef de l’État ». Par ailleurs, il contribua à l’unification des phalangistes et des carlistes, sous l'étiquette du nouveau parti unique FET y de las JONS. Au lendemain du bombardement de Guernica en avril 1937, il contribua à émousser les vigoureuses condamnations prononcées par la France, grâce à un entretien qu’il eut à Saint-Sébastien, aux côtés du frère de Franco, Nicolás, avec l’ambassadeur de France Jean Herbette. Dans le cadre des manœuvres diplomatiques de Franco visant à faire légitimer son régime par les puissances étrangères et d’entrer dans les bonnes grâces tant des démocraties que des gouvernements fascistes, c’est-à-dire de jouer sur les deux tableaux, Sangróniz, réputé anglophile, eut pour tâche, avec Jordana, monarchiste comme lui, de s’adresser prioritairement aux Français et aux Britanniques, tandis qu’en contrepartie Serrano Suñer se chargeait, avec Millán-Astray, de s’adresser plutôt aux Italiens et aux Allemands,,. Doublé aux Affaires étrangères par Nicolás Franco, et suspecté par les Allemands d’être par trop anglophile,, il fut nommé en 1938 à titre officieux agent diplomatique au Venezuela,, où il apporta son concours à l’organisation de la commémoration du quatrième centenaire de la Compagnie de Jésus, célébré en 1941. C’est également dans ce pays qu’il fit paraître son livre Familias coloniales de Venezuela, que d’aucuns considèrent comme son meilleur ouvrage. Après avoir été nommé consul-général à Alger auprès du général Giraud en 1943, toujours en raison de ses sympathies alliées,, il fut dépêché en septembre 1944 comme émissaire, avec rang d’ambassadeur, auprès du Gouvernement provisoire de la République française, fonction qu’il exercera pendant quelques mois,.

### Après-guerre
Désigné ambassadeur en Italie en janvier 1945, Sangróniz prit ses quartiers à Rome le 10 mai 1945. Cette nomination dénote que Franco recherchait une normalisation des relations avec l’Italie dans les plus brefs délais ; en effet, dès le 31 mai se tint une réunion entre Sangróniz et trois ministres italiens, dont Alcide De Gasperi. Humbert II d’Italie lui décerna le titre de marquis de Desio. Estimant que seuls les partis de droite italiens étaient disposés à maintenir le statu quo des relations avec l’Espagne et, en particulier, ne remettraient pas en cause le traité commercial signé entre l’Italie et l’Espagne franquiste, Sangróniz ne manqua pas de s’inquiéter du résultat de l'élection constituante italienne du 2 juin 1946. 
Avec d’autres personnalités (Artajo, Luca de Tena etc.), Sangróniz fut chargé par Franco de prendre contact à Lausanne avec le prétendant au trône Jean de Bourbon, sans effet palpable. Principal artisan des politiques culturelles de l’Espagne en Italie, il se fit l’avocat de la promotion de la culture espagnole à l’étranger comme moyen d’améliorer l’image de la dictature franquiste. Il resta à la tête de l’ambassade d’Espagne en Italie pendant 11 ans,. 
Élu en 1937 membre attitré de l’Académie royale d’histoire, Sangróniz prit possession de son siège le 8 janvier 1950, avec un discours de réception intitulé Modalidades del islamismo marroquí et consacré à la religion islamique,. Sociétaire de l’Athénée de Madrid, il fut aussi professeur à l’Institut diplomatique et recteur du Séminaire d’études internationales de Madrid. Sous Primo de Rivera, il fut élu secrétaire général de l’Union ibéro-américaine, qu’il entreprit alors de rénover totalement.
Gourmet raffiné, Sangróniz devint le premier président de l’Académie nationale de gastronomie. Le prix Marqués de Desio, décerné au meilleur professionnel de la restauration espagnole, a été créé et baptisé en son honneur.
Il mourut à Madrid le 11 novembre 1980, à l’âge de 85 ans.

## Publications de Sangróniz
- (es) Lo maravilloso en el pensamiento español en los siglos xvi y xvii (sans indic. de lieu ni date)
- (es) Marruecos : sus condiciones físicas, sus habitantes y las instituciones indígenas, Madrid, Sucesores de Rivadeneyra, 1921
- (es) Las islas Chafarinas, Madrid, Real Sociedad Geográfica, 1924
- (es) La expansión cultural de España en el extranjero y principalmente en Hispano- América, Madrid & Ceuta, Hércules, 1925
- (es) Nuevas orientaciones para la política internacional de España, Madrid, Hércules, 1925
- (es) El peñón de Vélez de la Gomera, 1931
- (es) Los santos del Islam, 1931
- (es) Los dominios españoles en África, 1931
- (es) Familias coloniales de Venezuela, Caracas, Bolívar, 1943
- (es) F. Oliván, Cagliostro, el mago tenebroso : ensayo biográfico sobre la vida y milagros del famoso aventurero, embaucador y ocultista del siglo xviii, Madrid, Mayfe, 1947, « Prologue »
- (es) Modalidades del islamismo marroquí, discours de réception à l’Académie royale d'histoire, prononcé le 8 janvier 1950, Madrid, Imprenta y Editorial Maestre, 1950
- (es) F. Íñiguez Almech, Casas Reales y jardines de Felipe II, Madrid, Consejo Superior de Investigaciones Científicas, Delegación de Roma, coll. « Cuadernos de Trabajo de la Escuela Española de Historia y Arqueología », « Prologue »
- (es) Sangroniz, Zangeoniz o Çangrones, Madrid, 1954
- (es) Discursos de los Excelentísimos Señores Marques de Desio, Duque de la Salandra, D. Alejandro del Gallinal y D. Jesús Iturmendi, Madrid, Instituto Internacional de Genealogía y Heráldica, 1955
- (es) Instituciones Internacionales de Genealogía y Heráldica, Madrid, Instituto Internacional de Genealogía y Heráldica, 1955
- (es) Fermín Requena, Muhammad y al-Qasim, “amires” de Algeciras, Antequera, Tipografía San Nicolás de Bari, 1956, 120 p., « Prologue »
- (es) Gala Placidia, primera reina de España y Emperatriz de Occidente (conférence), Madrid, Magerit, coll. « Conferencias y Ensayos », 1961, 47 p.
- (es) Los blasones municipales, Madrid, Hidalguía, 1962
- (es) José Díaz de Noriega, La blanca de la carne en Sevilla, Madrid, Hidalguía, 1975, 260 p. (ISBN 9788400042394, lire en ligne), « Prologue »
- (es) Emilio Beladiez, Diplomacia y diplomáticos, Madrid, Imprenta Maestre, 1960, « Prologue »
- (es) Dionisio Pérez Gutiérrez, Guía del buen comer español : inventario y loa de la cocina clásica de España y sus regiones, Madrid, Velázquez, 1976, 362 p., « Prologue »

## Récompenses
- Grand Croix de l'Ordre d'Isabelle la Catholique (1945)[34].